# 세인트메리구 (앤티가 바부다)

세인트메리구의 위치

세인트메리구(영어: Saint Mary Parish)는 앤티가 바부다의 앤티가섬에 위치한 구로 행정 중심지는 볼런즈이며 면적은 63.55km2, 인구는 6,793명(2001년 기준)이다.